# Inès Léraud
Inès Léraud, née le 29 mai 1981 à Saumur, est une journaliste et documentariste française. Elle est notamment connue pour avoir enquêté entre 2016 et 2018 sur le phénomène des marées d'algues vertes causés par la pollution de l'eau par les nitrates en Bretagne.

## Biographie
Petite-fille du peintre et artiste René Léraud, Inès Léraud s'intéresse dès le lycée au travail du son et découvre le cinéma. Elle étudie à la Femis, puis à l'École Louis-Lumière. Son mémoire de fin d'études, sous la direction de Dominique Cabrera, porte sur la question du personnage en documentaire. En 2006, elle assiste Jean-Charles Fitoussi sur son long-métrage Je ne suis pas morte.
Parallèlement, elle écrit et réalise depuis 2008 des documentaires diffusés sur France Culture, France Inter et Arte radio. Ses thèmes de prédilection sont les enjeux de santé publique, l'environnement et l'industrie agroalimentaire. Elle réalise également des documentaires audiovisuels, notamment pour la chaîne Histoire,. Elle revendique la pratique d'un journalisme d'investigation engagé, citant Daniel Mermet comme un inspirateur : « Son émission Là-bas si j’y suis, sur France Inter, a été une école d’enquête radiophonique, avec un style engagé… »
Inès Léraud étudie également la philosophie, tout d'abord en auditrice libre à l'EHESS, avant d'obtenir un master de philosophie en 2012 à l'université Panthéon-Sorbonne. Son mémoire, intitulé La Question de la science à l'ère industrielle, porte sur l’œuvre scientifique d'Henri Pézerat. Ses travaux sur les « mercuriens » (les personnes intolérantes au mercure contenu dans leurs amalgames dentaires) et sur l'affaire de l'amiante l'amènent à fréquenter le cabinet d'avocat parisien TTLA — qui défend les victimes de la « criminalité industrielle » — et l'association Phyto-victimes.

À l'automne 2015, elle s'installe dans le hameau de Coat Maël, dans la commune de Maël-Pestivien, en Bretagne, au cœur de la première région agroalimentaire française, pour enquêter sur l'agriculture intensive et ses conséquences (à la fois humaines et environnementales) : 

« C’est très étrange, la Bretagne. J’ai l’impression d’être à l’autre bout du monde, dans une contrée qui m’est étrangère de par ses codes, et, en même temps, de m’être installée au cœur de la mondialisation, puisque nous sommes dans une des régions les plus industrialisées du monde, au niveau agroalimentaire,. »

Inès Léraud se fait fort de donner tort à cette fameuse sentence de Daniel Mermet : « Le journaliste local, il sait tout, mais il ne peut pas dire grand-chose, et le journaliste national, lui, peut tout dire, mais il ne sait pas grand-chose ».
En 2018, elle rejoint le comité éditorial de Disclose.
En 2021, elle est cofondatrice et marraine du média régional d'enquête bilingue en ligne Splann ! inspiré du modèle de Disclose,.
En 2022, François Pérache réalise pour France Inter un podcast de fiction centré sur Inès Léraud, en trois épisodes, intitulé « Mauvaise graine »,.

## Pressions
Au fil de son enquête sur les algues vertes, Inès léraud subit un certain nombre de pressions et de menaces (avertissements hostiles, harcèlement sur les réseaux sociaux, procès baillons, etc.). 
En 2020, Le Canard enchaîné révèle que des pressions ont été exercées par un élu de la ville de Quintin pour qu'Inès Léraud ne soit pas invitée au salon du livre de Quintin,. Par ailleurs, Muriel Le Morvan de France 3 Bretagne indique qu'un éditeur régional renonce à publier Algues vertes, l’histoire interdite en breton par peur de perdre des subventions du conseil régional de Bretagne.
Un comité de soutien à la journaliste est créé en mai 2020 et rend public, via une tribune dans Libération que deux procès en diffamation lui sont intentés par des membres de l'industrie agroalimentaire bretonne, à la suite de ses articles. Un par Christian Buson, consultant pour les industries agroalimentaires, et un autre par le groupe Chéritel, avant que les poursuites ne soient abandonnées à quelques jours de l'audience en 2021. Pour Pavol Szalai, responsable du bureau UE/Balkans de Reporters sans frontières, les pressions et entraves opposées au travail de la journaliste sont « un message très clair pour tous les journalistes bretons : n’enquêtez pas sur les pratiques de l’agro-business de votre région, le prix est bien trop cher payé ! »
La tribune en soutien à Inès Léraud publiée sur Libération déclenche la création du collectif de journalistes « Kelaouiñ », qui signifie « informer » en breton, à la suite de quoi une pétition pour défendre la liberté d'informer sur l'agroalimentaire breton réunit plus de 45 000 signatures.

## Enquêtes et reportages

### Radio
Les Mercuriens, diffusé en 2008, porte sur l'intolérance au mercure contenu dans certains amalgames dentaires, et sur les métaux lourds. Le thème de ce reportage est inspiré à Inès Léraud par la maladie de sa mère.
En 2011 elle réalise pour Là-bas si j'y suis, sur France Inter, un documentaire sur les derniers jours de son grand-père, le peintre, sculpteur et graveur René Léraud.
Son enquête sur l'affaire Nutréa-Triskalia, « Bretagne, une histoire de grains pourris », diffusée en février 2015 sur France Inter dans l'émission Interception, entraîne la création du Collectif de soutien aux victimes des pesticides de l'Ouest.
Le Journal breton, en deux saisons, est diffusé sur France Culture entre janvier 2016 et septembre 2018, dans l'émission Les Pieds sur terre,.
La série de reportages Des citoyens qui changent le monde est diffusée en 2016 et 2017 dans la même émission.
Le Grand Déni, diffusé en 2016 sur France Inter dans l'émission Secrets d'info, traite de la question des algues vertes en Bretagne.
Plusieurs de ses enquêtes inspirent en 2022 la deuxième saison de la série télévisée Jeux d'influence, de Jean-Xavier de Lestrade.

### Bande dessinée et film

#### Algues vertes
La journaliste et le dessinateur Pierre Van Hove ont adapté le reportage sur les algues vertes en bande dessinée, dont un extrait est publié dans La Revue dessinée à l'automne 2017,,. La version complète paraît en album en 2019 sous le titre Algues vertes, l'histoire interdite, et détaille le rôle de « l’agriculture intensive bretonne, notamment les élevages de porcs qui produisent du lisier, lequel fait proliférer ces algues de manière déraisonnable. Et toute une cohorte d’élus locaux — de gauche, comme de droite — tenus en omerta par les puissants syndicats agricoles et surtout par les lobbies de l’agroalimentaire. » L'ouvrage est un succès, avec 100 000 exemplaires vendus.
La publication d'un reportage en bande dessinée permet, selon Benoît Collombat, un « journalisme augmenté ». Inès Léraud indique que la BD permet, par rapport au reportage radiophonique, de toucher un autre public et de se départir « de cette image de connivence avec le pouvoir » qui accompagne fréquemment la figure du journaliste.
En 2023 sort en salles le film Les Algues vertes de Pierre Jolivet, adaptation de la bande dessinée sous-titrée l'« Histoire interdite » d'Inès Léraud et Pierre Van Hove. Inès Léraud y est interprétée par Céline Sallette.
Une traduction en breton de la bande dessinée, sous le titre Bezhin glas. An Istor difennet, est également publiée en juillet 2023 par les éditions An Amzer sitées à Pornic (Loire-Atlantique), mais les choix de traduction de l'éditeur ont été contestés par le traducteur initial, choisi par les auteurs.

#### Remembrement
En 2024, poursuivant leurs enquêtes sur le productivisme agricole en France, Inès Léraud et le dessinateur Pierre Van Hove publient sous forme de bande dessinée Champs de bataille: L'Histoire enfouie du remembrement, un reportage sur le remembrement et ses conséquences. Ils soulignent le caractère méconnu de l'histoire de cette réorganisation rationalisante des parcelles agricoles, et des nombreuses oppositions que ce phénomène a rencontré dans l'ouest de la France. Le reportage montre les conséquences non seulement économiques mais aussi sociales, environnementales et culturelles du remembrement, qui a participé à la destruction du mode de vie et de la société paysanne, et qui reste un « traumatisme » dans les campagnes française.

## Distinctions
- Inès Léraud reçoit en octobre 2017 le prix Reporters d'espoirs pour la série de reportages Des citoyens qui changent le monde[44].
- La série La Fabrique du silence est sélectionnée en décembre 2017 par le magazine Télérama comme « pépite » de l'année radio 2017 en France[45].
- Algues vertes, l'histoire interdite reçoit en 2020 le Prix du livre de journalisme[46], le prix de la bande dessinée bretonne[47], le prix de la BD sociale et historique et le prix Mémoire de la mer. Il avait également été nommé au festival d'Angoulême 2020[48] et au prix France Info de la bande dessinée d'actualité et de reportage 2020[49].
- En 2021, elle reçoit pour l'ensemble de son travail le prix éthique de l’association Anticor, qui lutte contre la corruption dans la vie publique[50].
- Le 18 juillet 2021, lors d'une cérémonie publique dite Gorsedd Digor, tenue à Mur-de-Bretagne, elle reçoit, ainsi que Morgan Large, un prix de la part de la Gorsedd de Bretagne pour leurs actions en faveur de l'environnement et leur courage devant les intimidations et les menaces[51],[52].

### Émissions de radio
- « Les Algues vertes : récit d’une enquête contre les lobbys », Radio France, France Culture, L'Invité(e) des matins d'été, le 12 juillet 2023.
- « Mauvaise graine : un podcast à écouter en ligne », sur Radio France, France Inter, Affaires sensibles, 22 juin 2022 (consulté le 26 juin 2022).
- « Agro-industrie : les difficiles enquêtes bretonnes », sur Radio France, France Inter, Affaires sensibles, 9 juin 2021 (consulté le 26 juin 2022).